# Мамедов, Гилал Алиф оглы
Мамедов Гилал Алиф оглы (тал. Һилал Әлифи зоә Мәммәдов, род. 28 августа 1959 года) — талышский правозащитник, оппозиционный журналист, ответственный редактор газеты «Толыши садо» («Голос талыша»).

## Биография
Гилал Мамедов родился 28 августа 1959 года в селе Тангару, Астаринского района, Азербайджана, в семье интеллигентов.
После окончания средней школы Г. Мамедов поступил на математический факультет Бакинского госуниверситета и закончил его с отличием, после чего начал работать в АН АР.
Находясь на стажировке в АН СССР, в конце 80-х гг., он защитил кандидатскую диссертацию по математике, тогда же он начинает свою политическую деятельность. Под его руководством тогда были выпущены бюллетени «Толыш» (№ 1—5), «Толышстон», несколько брошюр и книг, посвященных жизни и творчеству лидера талышского национального движения 30-х годов XX в., талышского поэта и общественного деятеля Зульфугара Ахмедзаде.
Осенью 1991 года «Партии талышского национального возрождения» была реорганизована в «Талышскую народную партию», а в июле 1992 года состоялся её учредительный съезд. Выступивший на съезде Гилал Мамедов был избран председателем партии. Лидеры партии подчёркивали, что они поддерживают территориальную целостность Азербайджана и рассматривают будущее развитие талышского народа только в контексте азербайджанского государства. В дальнейшем в 1993 году при прекращении существования Талыш-Муганской Автономной Республики, «Талышская народная партия» («Партия равенства народов Азербайджана») попала под запрет и была распущена.
В октябре 2010 года, Гилал Мамедов посетил Москву и провел несколько репортажей с талышскими деятелями, такими как: Исмаил Шабанов, Мазаир Ахадов, Светлана Ганнушкина (председатель организации «Гражданское содействие») и т. д.
После смерти профессора Новрузали Мамедова Гилал Мамедов возглавил пост главного редактора газеты «Толыши садо».

## Арест и суд
21 июня 2012 года был арестован в городе Баку сотрудниками Управления по борьбе с наркоманией МВД. После ареста было предъявлено официальное обвинение по статье 234 Уголовного Кодекса в связи с хранением, как сообщалось, обнаруженных у него при себе и дома 33 граммов героина. 4 июля против него были выдвинуты новые обвинения — по статьям 274 (государственная измена) и 283.2.2 (разжигание национальной, расовой, социальной и религиозной ненависти, вражды, этнической дискриминации), в связи с его публикациями, общественной деятельностью и контактами с талышами, проживающими в Иране.
При аресте Мамедов был избит и в первые двое суток лишен пищи и воды. Он сразу же на это пожаловался адвокату, который сделал фотографию телесных повреждений и официальное обращение. Однако судебно-медицинская экспертиза была проведена поздно, и впоследствии прокуратура и суд отказали в возбуждении уголовного дела по факту бесчеловечного обращения.
Международные организации, такие как «Amnesty International», и «Human Rights Watch», посчитали арест Гилала Мамедова политически мотивированным, и специальный докладчик ПАСЕ по политическим заключенным в Азербайджане Кристоф Штрессер включил его в список предполагаемых политических заключенных.

Арест Гилала Мамедова последовал за публикацией им на Youtube мейханы со свадьбы в селе Тангару под названием «Ты кто такой? Давай, до свидания!». Данный ролик стал вирусным хитом и впоследствии был адаптирована оппозиционерами в России для нападок на президента Путина. По мнению правозащитника Лейлы Юнус, преследование властей связано с комментарием, где говорится, что пока президент Алиев тратит миллионы на «Евровидение», эта мейхана бесплатно стала популярной.
Правозащитники Азербайджана утверждали, что он был арестован отчасти для того, чтобы предотвратить рост интереса средств массовой информации к правам талышского народа.
Он был задержан полицией без объяснения причин, доставлен в полицейский участок и обыскан, где, по утверждениям полицейских, у него был обнаружен пакет с 5 граммами героина. Полиция утверждала, что нашли в его доме ещё 20 граммов. По словам адвоката Мамедова, сотрудники милиции показали ему пакет, но не его содержимое. Он настаивал, что все наркотики были подброшены. Когда адвокат пытался навестить Мамедова, находящегося под стражей, ему отказали в доступе до следующего дня.
22 июня 2012 года бакинский суд приговорил его к трем месяцам предварительного заключения по обвинению в хранении наркотиков в больших количествах.
9 января 2013 года в Бакинском суде по тяжким преступлениям начался судебный процесс по делу Гилала Мамедова, основная часть которого объявлена закрытой из соображений сохранения государственной тайны. В ходе суда, некоторые из свидетелей отказались от своих ранее данных показаний, а адвокаты подверглись разного рода притеснениям.
27 сентября 2013 года суд признал Мамедова виновным и приговорил его к пяти годам лишения свободы с отбыванием наказания в колонии строгого режима. С осуждением приговора выступили представитель ОБСЕ по вопросам свободы СМИ Дунья Миятович, руководители правозащитных организаций Азербайджана и России.
17 марта 2016 года был помилован президентом Азербайджанской республики.